# Mike Engleman
Michael ("Mike") Engleman (Sonoma, 20 mei 1958) is een voormalig Amerikaans wielrenner.

## Overwinningen
1992
- Nevada City Classic

1995
- Eindklassement Tour de Toona

## Resultaten in voornaamste wedstrijden
| Jaar |  | WK op de weg |
| ---- |  | ------------ |
| 1991 |  | 41e          |
| 1992 |  | 20e          |